# Ingrid Stöckl
Ingrid Stöckl (ur. 28 marca 1969 w Tamsweg) – austriacka narciarka alpejska, wicemistrzyni świata.

## Kariera
Po raz pierwszy na arenie międzynarodowej pojawiła się w 1986 roku, startując na mistrzostwach świata juniorów w Bad Kleinkirchheim. W swoim jedynym starcie zajęła tam 18. miejsce w zjeździe. Na rozgrywanych rok później mistrzostwach świata juniorów w Sälen/Hemsedal wywalczyła złoty medal w kombinacji, a w slalomie zajęła ósmą pozycję.
Pierwsze punkty w zawodach Pucharu Świata wywalczyła 16 grudnia 1988 roku w Altenmarkt, zajmując piętnaste miejsce w kombinacji. Na podium zawodów tego cyklu po raz pierwszy stanęła 5 grudnia 1990 roku w Haus, kończąc rywalizację w tej samej konkurencji na trzeciej pozycji. W zawodach tych wyprzedziły ją jedynie dwie rodaczki: Petra Kronberger i Anita Wachter. W kolejnych startach jeszcze jeden raz stanęła na podium zawodów pucharowych: 22 grudnia 1990 roku w Morzine wygrała kombinację, wyprzedzając Francuzkę Florence Masnadę i kolejną Austriaczkę, Sabine Ginther. Najlepsze wyniki osiągnęła w sezonie 1990/1991, kiedy zajęła 29. miejsce w klasyfikacji generalnej, a w klasyfikacji giganta była trzecia.
Największy sukces w karierze osiągnęła w 1991 roku, kiedy podczas mistrzostw świata w Saalbach wywalczył asrebrny medal w kombinacji. Rozdzieliła tam na podium dwie reprezentantki Szwajcarii: Chantal Bournissen i Vreni Schneider. Był to jej jedyny medal wywalczony na międzynarodowej imprezie tej rangi. Zajęła też 27. miejsce w zjeździe na rozgrywanych pięć lat później mistrzostwach świata w Sierra Nevada. W 1994 roku wzięła udział w igrzyskach olimpijskich w Lillehammer, jednak w kombinacji została zdyskwalifikowana, a rywalizacji w zjeździe nie ukończyła.
W 1997 roku zakończyła karierę.

## Osiągnięcia

### Igrzyska olimpijskie
| Miejsce | Dzień     | Rok  | Miejscowość | Konkurencja | Czas biegu | Strata | Zwyciężczyni    |
| ------- | --------- | ---- | ----------- | ----------- | ---------- | ------ | --------------- |
| DNF     | 19 lutego | 1994 | Lillehammer | Zjazd       | 1:35,93    | -      | Katja Seizinger |
| DSQ     | 21 lutego | 1994 | Lillehammer | Kombinacja  | 3:05,16    | -      | Pernilla Wiberg |

### Mistrzostwa świata
| Miejsce | Dzień       | Rok  | Miejscowość   | Konkurencja | Czas biegu | Strata    | Zwyciężczyni       |
| ------- | ----------- | ---- | ------------- | ----------- | ---------- | --------- | ------------------ |
| 2.      | 31 stycznia | 1991 | Saalbach      | Kombinacja  | 26,45 pkt  | +7,21 pkt | Chantal Bournissen |
| 27.     | 18 lutego   | 1996 | Sierra Nevada | Zjazd       | 1:54,06    | +3,42     | Picabo Street      |
| DNF     | 19 lutego   | 1996 | Sierra Nevada | Kombinacja  | 3:19,68    | -         | Pernilla Wiberg    |

### Mistrzostwa świata juniorów
| Miejsce | Dzień     | Rok  | Miejscowość        | Konkurencja | Czas biegu | Strata | Zwyciężczyni |
| ------- | --------- | ---- | ------------------ | ----------- | ---------- | ------ | ------------ |
| 18.     | 20 lutego | 1986 | Bad Kleinkirchheim | Zjazd       | 1:40,93    | +4,47  | Hilary Lindh |
| 1.      | 21 marca  | 1987 | Sälen              | Slalom      | 1:39,41    | -      | -            |
| 8.      | 26 marca  | 1987 | Hemsedal           | Zjazd       | 1:29,50    | +2,26  | Marika Daxer |

### Puchar Świata

#### Klasyfikacje końcowe sezonu
- sezon 1988/1989: 80.
- sezon 1989/1990: 35.
- sezon 1990/1991: 29.
- sezon 1991/1992: 79.
- sezon 1992/1993: 84.
- sezon 1993/1994: 73.
- sezon 1994/1995: 62.
- sezon 1995/1996: 36.
- sezon 1996/1997: 96.
- sezon 1997/1998: 116.

#### Miejsca na podium w zawodach
1. Haus – 14 stycznia 1990 (kombinacja) – 3. miejsce
2. Morzine – 22 grudnia 1990 (kombinacja) – 1. miejsce